# Parte secundară de propoziție
Partea secundară de propoziție adaugă informații suplimentare părțior principale de propoziție determinând subiectul, predicatul și chiar și alte părți secundare de propoziție.